# 费鸿年
费鸿年（1900年10月29日—1993年5月12日），浙江省海宁县人，中国水产、鱼类及海洋生物资源调查的开拓者之一，中山大学生物学系的创办者。主持了中国近代首次海洋生物科学考察、首次黄河流域水产资源考察和首次南海北部大规模的底拖网鱼类资源调查。 曾任水产部副总工程师、中国水产科学研究院南海水产研究所研究员及副所长，中国水产学会第一届副理事长、第三届名誉理事长，中国鱼类学会第一、第二、第三届名誉理事长，《水产学报》副主编等职。

## 主要学术著作
- 《水产资源学》 （页面存档备份，存于），费鸿年、张诗全，中国科学技术出版社, 1990，ISBN 9787504601773
- 《魚類學》 （页面存档备份，存于），陳兼善、費鴻年，臺灣商務印書館，1978，ISBN 9789570513523